# Carlos Tomás Morel Diplán
Carlos Tomás Morel Diplán (ur. 1 października 1969 w Licey al Medio) – dominikański duchowny katolicki, biskup pomocniczy Santiago de los Caballeros w latach 2017–2024, biskup La Vega od 2024. 

## Życiorys
Święcenia kapłańskie otrzymał w dniu 21 czerwca 2000 i został inkardynowany do archidiecezji Santiago de los Caballeros. Pracował głównie w archidiecezjalnych seminariach. Był też m.in. koordynatorem duszpasterstwa powołań oraz dyrektorem szkoły formacyjnej dla stałych diakonów.
14 grudnia 2016 papież Franciszek biskupem pomocniczym Santiago de los Caballeros ze stolicą tytularną Buxentum. Sakrę biskupią przyjął 25 lutego 2017 z rąk biskupa Rafaela Leónidas Felipe y Núñez. 18 października 2024 został mianowany biskupem La Vega. 